# Savigny (Szwajcaria)
Savigny − miejscowość i gmina (commune) w zachodniej Szwajcarii, w kantonie Vaud, w okręgu (district) Lavaux-Oron.  

## Demografia
W Savigny mieszka 3418 osób. W 2021 roku 21,9% populacji gminy stanowiły osoby urodzone poza Szwajcarią.

## Transport
Przez teren gminy przebiegają drogi główne nr 141 i nr 148. 